# Jean-Christophe Ravier
Jean-Christophe Ravier (ur. 10 kwietnia 1979 w Awinionie) – francuski kierowca wyścigowy.

## Kariera
Ravier rozpoczął karierę w wyścigach samochodowych w 1997 roku od startów we Francuskiej Formule Ford 1800, gdzie jednak nie zdobywał punktów. W późniejszych latach pojawiał się także w stawce Francuskiej Formuły Ford, Francuskiej Formuły 3, World Series by Nissan (lata 2000–2004), Francuskiej Formuły Renault, Europejskiego Pucharu Formuły Renault 2000, Mégane Trophy Eurocup oraz American Le Mans Series.